# マルコス・カセレス
マルコス・アントニオ・カセレス・セントゥリオン（Marcos Antonio Cáceres Centurión、1986年5月5日 - ）は、パラグアイ・アスンシオン出身のサッカー選手。クラブ・グアラニー所属。ポジションはDF。パラグアイ代表。
同じくパラグアイ代表のビクトル・カセレスは実兄。

## 経歴
2006年にデビューし、セロ・ポルテーニョで22試合に出場した。2007年、アルゼンチンのラシン・クルブへ移籍した。2試合に途中出場した後、すぐにレギュラーとなった。